# ای‌کیوآر کپیتال
ای‌کیوآر کپیتال منجمنت (Applied Quantitative Research) یک شرکت جهانی مدیریت سرمایه‌گذاری مستقر در گرینویچ، کانکتیکات، ایالات متحده است. این شرکت، که در سال ۱۹۹۸ توسط کلیف اسنس، دیوید کبیلر، جان لیو، و رابرت کریل تأسیس شد، انواع طرح‌های سرمایه‌گذاری جمعی جایگزین و سنتی با جهت‌گیری کمی را به مشتریان نهادی و مشاوران مالی ارائه می‌دهد. این شرکت اساساً متعلق به بنیانگذاران و مدیران آن است. ای‌کیوآر دفاتر دیگری در بوستون، شیکاگو، لس آنجلس، بنگلور، هنگ کنگ، لندن، سیدنی و توکیو دارد.
AQR از یک رویکرد «سیستماتیک و نامتناقض» مبتنی بر پژوهش برای ساخت سبد سهام می‌کند. این رویکرد منضبط در شناسایی منابع بازگشت سرمایه طولانی مدت و قابل تکرار به معنای "داشتن یک اعتقاد زیاد به روند، اما نه به هر سهام خاص " است. این شرکت یک حامی شدید تنوع در سبدهای سهام و همچنین اضافه کردن استراتژی‌هایی با همبستگی کم با تخصیص دارایی سنتی به عنوان مکمل سبد سهام‌های موجود است.

## دارایی تحت مدیریت
| سال  | دارایی‌ها به میلیارد. دلار آمریکا |
| ---- | -------------------------------- |
| 2009 | ۲۰                               |
| 2015 | ۲۳                               |
| 2018 | ۱۹۳                              |